# 360 (canção)
"360" é uma canção da cantora inglesa Charli xcx, lançada em 10 de maio de 2024 pela Atlantic Records, como o segundo single de seu sexto álbum de estúdio, Brat (2024).

## Vídeo musical
O videoclipe de "360" foi lançado juntamente com a faixa. O vídeo foi dirigido por Aidan Zamiri. O vídeo mostra a busca por uma "nova e popular garota da internet". Thom Waite, da Dazed, comparou o vídeo a uma "produção de universo paralelo de Euphoria ou uma reviravolta it girl da série Girls de 2020". O videoclipe contou com participações de Chloë Sevigny, Julia Fox, Rachel Sennott, Emma Chamberlain, Gabbriette, Alex Consani, A. G. Cook, Chloe Cherry, Isamaya Ffrench, Salem Mitchell, Hari Nef, Richie Shazam, entre outros. Matthew Velasco, da W, descreveu o elenco como "um Monte Rushmore de controlar [sic] garotas legais da internet".

## Remix de Robyn e Yung Lean
Em 17 de fevereiro de 2023, o produtor Patrik Berger postou em sua conta no Instagram uma foto de uma sessão de estúdio com Charli e a cantora sueca Robyn. Quando questionada sobre isso no Watch What Happens Live with Andy Cohen, Charli descreveu a experiência delas trabalhando juntas como "incrível" e sugeriu a possibilidade de sua colaboração ser lançada antes do álbum Brat de Charli.
Em 31 de maio de 2024, Charli lançou uma versão remix da faixa com Robyn e o também músico sueco Yung Lean.

## Faixas e formatos
- Download digital / streaming[16][17]

1. "360" — 2:13

- The 360 remix with robyn and yung lean[18][19]

1. "The 360 remix with robyn and yung lean" — 2:09

## Créditos e pessoal
Créditos da música adaptados do Tidal.
- Charlotte Aitchison — vocais, compositora
- Alexander Guy Cook — compositor, produtor
- Finn Keane — compositor, produtor
- Blake Slatkin — compositor
- Omer Fedi — compositor
- Henry Walter — compositor, engenheiro vocal
- Manny Marroquin — engenheiro de mixagem
- Idania Valencia — mestre

## Desempenho nas tabelas musicais
| Tabela musical (2024)                       | Melhor posição |
| ------------------------------------------- | -------------- |
| Austrália (ARIA)                            | 12             |
| Coreia do Sul (Circle)                      | 170            |
| Estados Unidos (Bubbling Under Hot 100)     | 23             |
| Estados Unidos (Hot Dance/Electronic Songs) | 5              |
| Irlanda (IRMA)                              | 54             |
| Nova Zelândia (NZ Top 40 Singles)           | 7              |
| Reino Unido (Singles)                       | 41             |

## Histórico de lançamento
| Região | Data               | Formato                    | Versão                    | Gravadora | Ref.          |
| ------ | ------------------ | -------------------------- | ------------------------- | --------- | ------------- |
| Várias | 10 de maio de 2024 | Download digital streaming | Original                  | Atlantic  | [ 16 ] [ 17 ] |
| Várias | 31 de maio de 2024 | Download digital streaming | Robyn and Yung Lean remix | Atlantic  | [ 18 ] [ 19 ] |